# 遗迹花园
遗迹花园（Jardin des Vestiges）是法国马赛的一个花园，里面有古代港口的考古遗迹。
遗迹位于马赛第一区，交易所购物廊后面。列为法国历史遗迹, 1967年进行考古挖掘，2009年10月17日正式开放。 该遗址是古希腊城市马萨利亚（Massalia）的一部分。它包括古代港口和城墙的一部分，有三座方塔和一座大门的遗址， 可以追溯到公元前二世纪或三世纪。

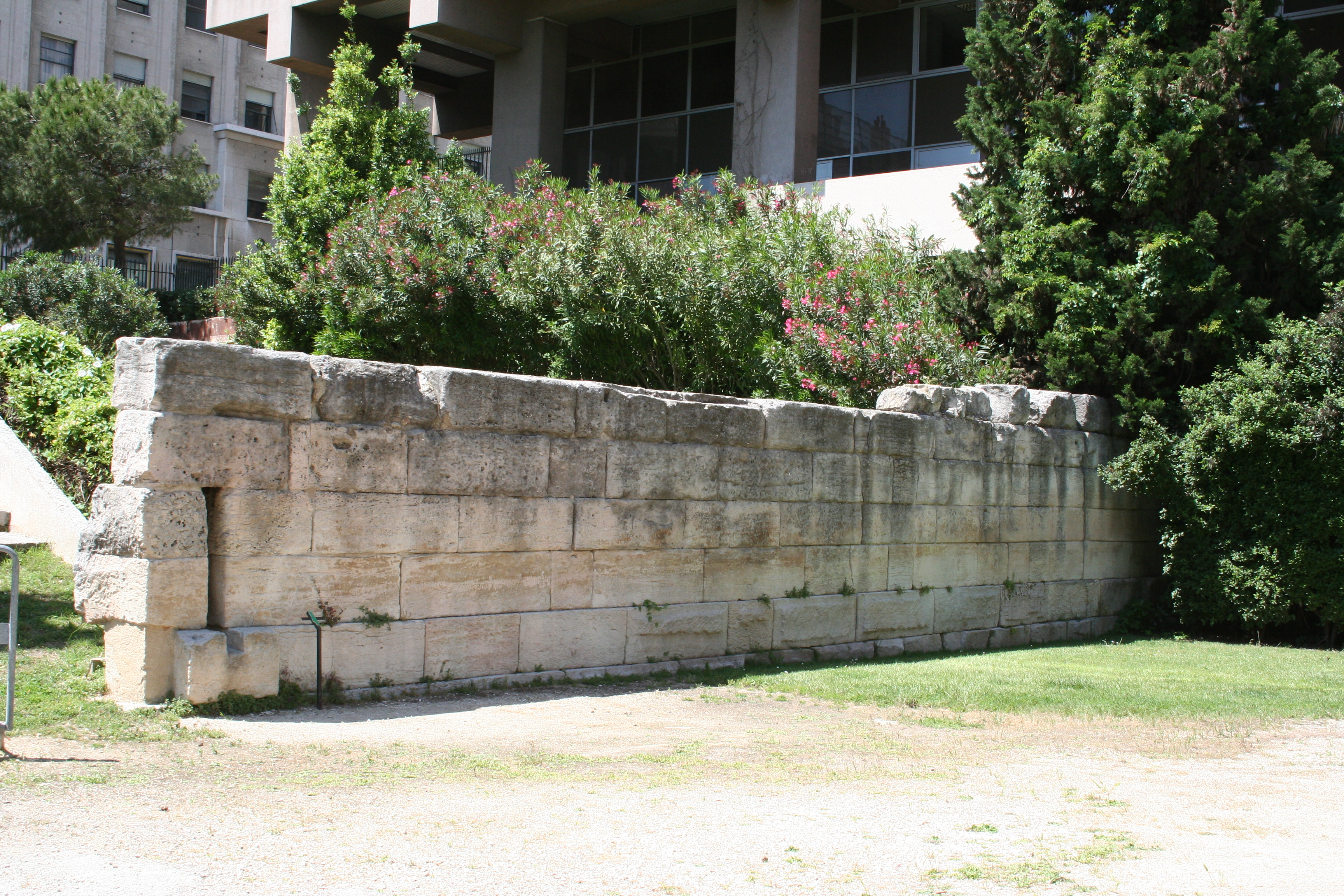
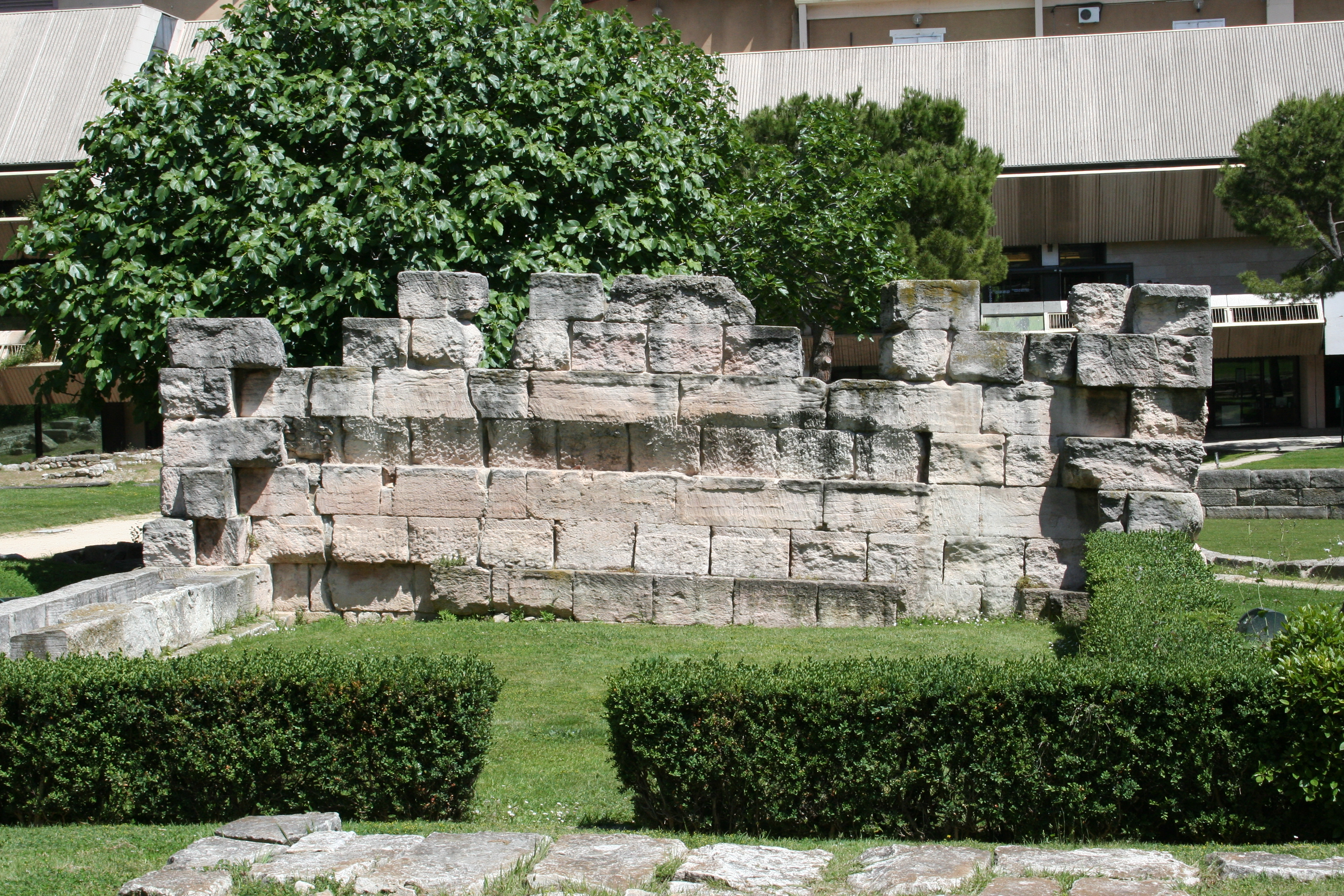
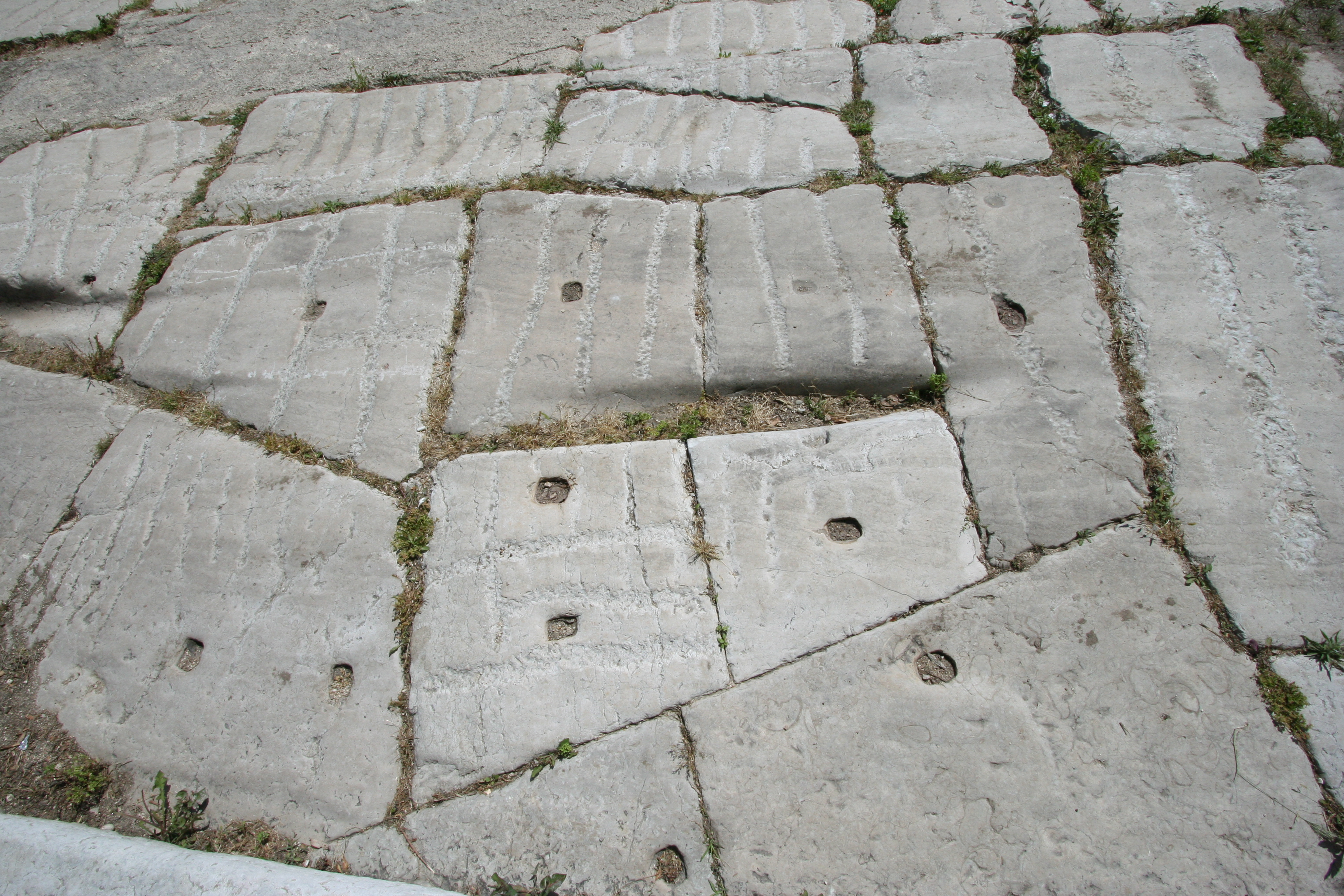
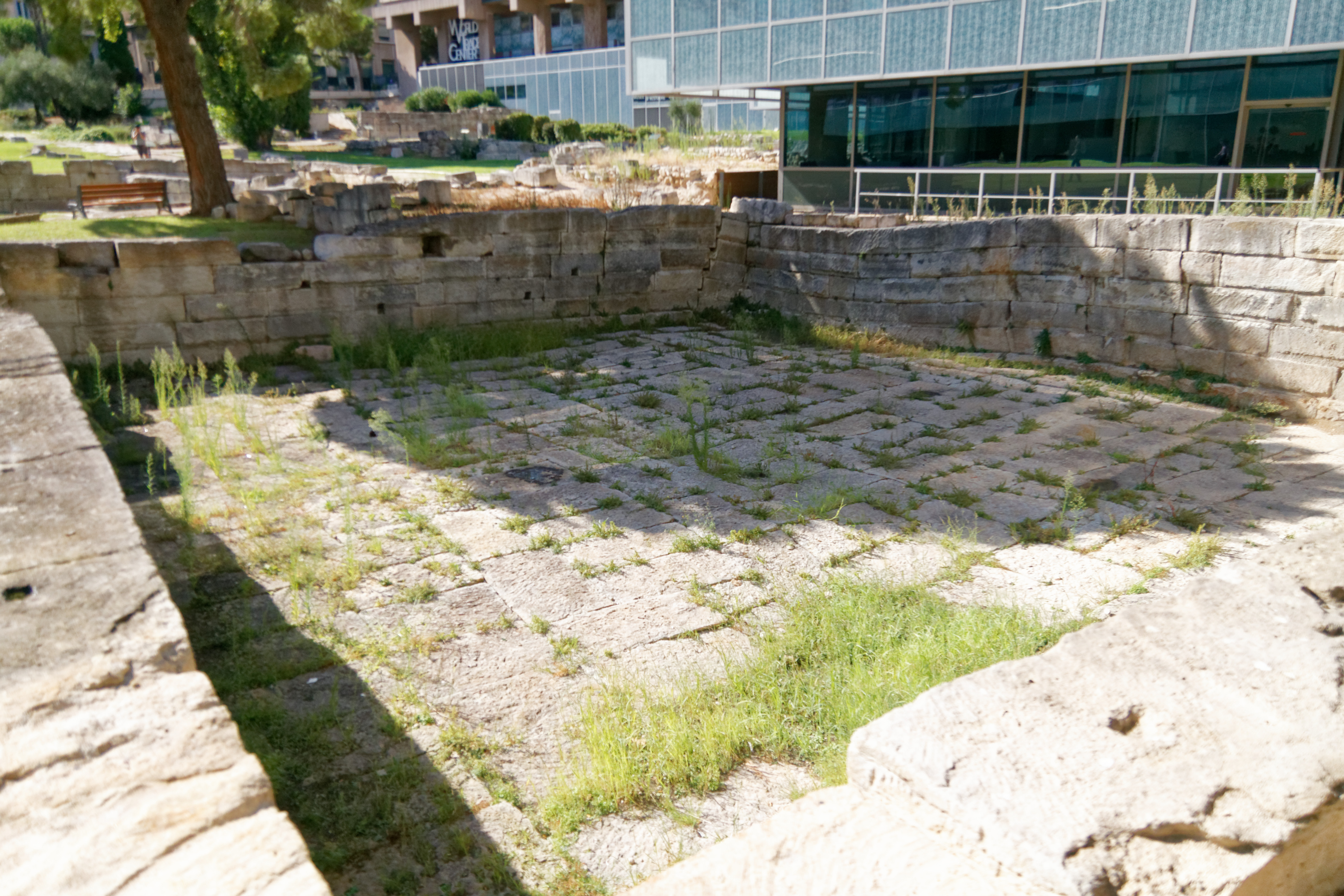